# 田舎
田舎（いなか、でんしゃ、英: Countryside, Rural area）は、都市、都会、都（みやこ）などの対義語となる概念。
-
本項では田舎（いなか）や田園（でんえん）、鄙（ひな）や郷（ごう、さと）と呼ばれるものについて解説する。学術や政策においては、「村落」「農村地域」「農山漁村地域」「多自然居住地域」などの表現が用いられることが多い。これらの表現は、焦点の当て方により使い分けられる。

## 概説

### 語義
「田舎」・「鄙」・「郷」とは、「都会から離れた土地」を意味する、人口や住宅がまばらで辺鄙な地域を指す概念・用語である。もう少し具体的に言うと、農村・漁村・山村・離島などとなる。また、「田舎」は故郷を指す場合もある。
日本語の「田舎（いなか）」は、『漢書』などの漢籍にあった漢字表現の田舎（音読みすれば、でんしゃ）に訓読みとして和語の「いなか」の音をあてたもので、『日本書紀』や『色葉字類抄』などで使用されており、『万葉集』では「居中」という訓の使用が確認できる。
「鄙」という字は訓読みでは「ひな」と読み、「鄙びた地域」・「鄙にはまれな」というように用いられている。「ひな」の語が確認されるのは、『魏志倭人伝』における「ヒナモリ」（九州北部の諸国に置かれた国境警備長）からである。鄙とは本来、近畿から見て、西方と北方を指し、東方は「あずま」と呼んで区別した歴史経緯がある。『万葉集』巻第三・255番の例として、「天離（あまざか）る 鄙の長道（ながぢ）ゆ 恋来れば 明石の門より 大和島見ゆ」がある。また、「鄙」という字は「蔑む」という意味で用いられる例が多い（例：鄙夷、鄙棄、鄙視、可鄙）為に、「鄙」を嫌い、「郷」を用いる場合もある。
日本では、飛鳥時代から奈良時代にかけて、藤原京や平城京などの大規模な都市が初めて建設されたが、貴族層を中心として、これらの都市の住民の中に都市住民としてのアイデンティティが形成され、その裏返しとして、都市以外の地域や住民に対する優越意識（都市部を優先する意識）が生まれたことが、『万葉集』などから読みとれる。これにより、都市以外の地域を別世界、すなわち「田舎」と捉える概念が発生したと考えられている。『日本国語大辞典』によると、中古は平安京の外側すべてが「田舎」とされていた、という。鎌倉時代の文書には「叡山、園城、高野、京中、田舎」（『鎌倉遺文』12620号）と見え、「重要な地域」以外はすべて「田舎」と称されていたことがわかる。また、同時期の他文書によれば、京郊外や鎌倉、在地の荘園も田舎と認識されていた。17世紀初頭に成立した『日葡辞書』は五畿内以外を一般に田舎と呼ぶとしている。
「田舎」という概念は、都市というものが出来てはじめて（対比的に）登場した。一般に、都会ではない場所、人口や住宅の少ない地域が田舎とされている。とはいえ、「田舎（地方）」と「都会（都市）」に二分するとしても、はっきりとそのような境界線があるわけではなく、線引きのしかたは様々ありえて曖昧である。

### 都市文化への吸収と単一化
都市部の人口が飛躍的に増加するなど世界規模で「都市化」が進んでおり、都市周辺の「田舎」も都市文化へと吸収されるなど多様な文化が単一化しつつあるという指摘もある。
都市に住む人口が増加して世界規模で都市化が進んでいることが一つの要因となっている。また、都市は田舎の村落とは異なり自給自足で生活を維持し発展することはできず、郊外の田舎を都市に組み込みながら増殖するしかない。
都市化により従来存在していた文化の境界があいまいになり、多様性のない画一的な文化が出現しつつあるという指摘がある。

## 都市と田舎との人口移動

### 田舎から都市へ
都市文化は進歩的あるいは近代的というイメージがもたれることが多い。都市文化の進歩的・近代的というイメージは人々を田舎から都市へと流入させる契機にもなっている。
国連の調査によれば、1,500人以上を擁する都市部の人口は、1900年代には世界の総人口の10分の1であったが、2000年代には世界の総人口の半分となり、2025年には世界の総人口の3分の2に達するとされている。
しかし、田舎から都市を目指した人々も、チリのCampamentoや、ブラジルのファヴェーラなど都市の中心部からは離れてスラム街を形成している場合もある。エジプト最大の都市であるカイロでは数十万人が郊外の墓地で生活している。

### 都市から田舎へ
ヨーロッパ（なかでもフランスなどでは）昔から、夏季の長期休暇（バカンス）で、都市住民は田舎で暮らすということが定着している。
日本でもようやく1980年代後半頃から、価値観の多様化が急速に進展し、それまで否定的な面ばかりが強調されていた田舎暮らしの良さを見直す人々が現れた。それが具現化したのは、日本で1990年代後半頃から顕著となったグリーンツーリズムの動きである。これは、田舎の生活を「一時的に体験」する旅行を指しており、都会に流れた人口を、観光という形で一時的に田舎へ呼び返そうという試みであった。このような交流によって、変化に乏しく閉鎖的な田舎へ刺激を与えようという意図も含まれていた。都市住民においても、多忙な都市生活から抜け出して、田舎を指向する傾向が強まってきており、十分に需要が存在している。
ヨーロッパでは昔から都市住民が夏季に長期休暇（バカンス）を取得し、田舎で暮らすという生活様式が定着しているわけで、日本のグリーン・ツーリズムは、こうしたヨーロッパの生活様式をおくればせながら導入しようという動きである。
日本では1980年代頃より、都市から田舎へ"回帰"するUターン現象が現れた。
また、都市部で生活している人々が、自分の出身地とは別の田舎に移住しようという動きも現れた。（当時の日本では「田舎は"帰る"場所」という妙な先入観を抱いている人が多かったようで、どうしても「ターン」と言いたくて、これを「Iターン現象」と呼んだ。今では、もともと都会育ちの人でも新たに田舎に引っ越すのも当たり前、と考えるようになっているので、もっと普通の日本語で「移住」ということも多い。というより、むしろ「移住」というほうが多い）。
例えば、定年退職を機会として田舎を永住地とするつもりで本格的に農業を営みつつ暮らす人や、20 - 50代のうちに田舎で林業の仕事を始めつつ暮らす人、漁師の仕事を始める人、農業を始める人などが増えた。近年では、人口減に悩む地方自治体が、全国の移住（Iターン）希望者を視野に入れつつ、都市部での生活では受けられない様々な好条件（新築で現代的な鉄筋コンクリートの町営住宅などの格安提供や数年間の無料提供、医療の無償提供、学校・教育費などの無料化、子育て支援費など）提示しつつ、そのような生活を希望する人を募集することが行われるようになっており、成果が出ている市町村も多い。もともと都会育ちの20代の若いカップルが、子育てに適した環境を選び、田舎への移住を決断することも増えた。
2020年春には世界的なコロナ禍が起き、多くの国で「ソーシャルディスタンス」という物理的に他人と会わない方法が対策として採用され、日本も同様で、企業もリモートワーク方式を採用するところが増え、「リモートワークでよいなら、わざわざ都会の非常に狭い部屋に籠もるより、むしろ田舎の広い住宅に移住してリモートワークしたほうが理想的」と田舎へ移住する人が日本でも増え、上で挙げた移住して農業、漁業、林業などに従事する人々に加えて、田舎の住宅の一室を少しリフォームして快適な仕事場を作りITの仕事（たとえばウェブサイトの制作、システム開発、プログラミングなど）を行う人たちも増えた。（そして、コロナ禍の最中に「東京の人口統計が減少に転じた」と報道されるようになった。）。
2021年からはNHKが「いいいじゅー！!」という、田舎に移住することを扱っている番組を単発で放送し始め、2022年4月からは定期的に放送している（NHK総合 火曜午後0時20分-、BSP・BS４K 木曜午後7時30分- )

## 田舎に関する作品

### 田舎や田舎暮らしをテーマにした作品・番組
書籍
- ピーター・メイル『南仏プロヴァンスの12か月』河出文庫、1993年 ISBN 4309202098。  （KINDLE版、2013年、ASIN B00CJCLXY4）

テレビ番組
- 田舎に泊まろう!（2003年 - 2010年）
- 『小さな村の物語 イタリア』、BS日テレ、日曜放送（2007年 - ）。イタリアの田舎で暮らしている人々の生活・仕事・家族関係などを見せる番組。
- 『あまちゃん』NHK、2013年度上半期制作、総合テレビ、BSプレミアムで放送
- DASH村（福島原発の事故により、番組は一旦、閉塞的な状況となった。その後、場所を移してしまい、「田舎ぐらし」というより「離島暮らし」の番組になった。）
- イチから住 〜前略、移住しました〜（2015年 - 2018年）
- 人生の楽園

テレビゲーム、およびゲームの派生作品
- ぼくのなつやすみシリーズ（2000年 - 。PS、PS2、PS3、PSP。）
- いなか暮らし 南の島の物語（2002年。PS2）

### 田舎を舞台にした作品
- L・M・モンゴメリ『赤毛のアン』（1908年発表）
- マルセル・パニョルの小説、『La Gloire de mon père  ラ・グロワール・ドゥ・モンペール』 （「父の威光」）、1957年刊。 
  - 映画『マルセルの夏』1990年公開[10]
- ライマン・フランク・ボーム『オズの魔法使い』（1900年）

日本の漫画やアニメ
ドラマや映画といった「実写」のメディアでは田舎が舞台の作品は多数制作されていたが、近年では漫画・アニメなどで実在の田舎（またはモデルの地域）を舞台として描かれる作品も増えつつあり、作品の舞台が巡礼や地域おこしの対象として注目されることもある。

- おねがい☆ティーチャー（2002年）・おねがい☆ツインズ（2003年）
- あの夏で待ってる（2012年）
  - 長野県大町市の木崎湖近辺を舞台としている。

- くまみこ
  - 東北地方の山奥にあるとされる、熊出村（架空の村）を舞台としており、しばしば田舎コンプレックスと都会に憧れる描写が登場する。

- ストラトス・フォー（2003年)
  - 沖縄県下地島を舞台としている。

- Dr.コトー診療所
  - 鹿児島県薩摩川内市甑島に赴任した医師を題材にしている。

- 夏目友人帳
  - 熊本県人吉市や球磨郡を舞台としている。

- ばらかもん
  - 東京から長崎県五島列島へ移住した書道家と島民の交流を描く。

- のんのんびより

テレビゲーム、およびゲームの派生作品
- ROBOTICS;NOTES（2012年。Xbox 360 / PS3 用。テレビアニメ化もされた。鹿児島県種子島を舞台としている。）

## ギャラリー

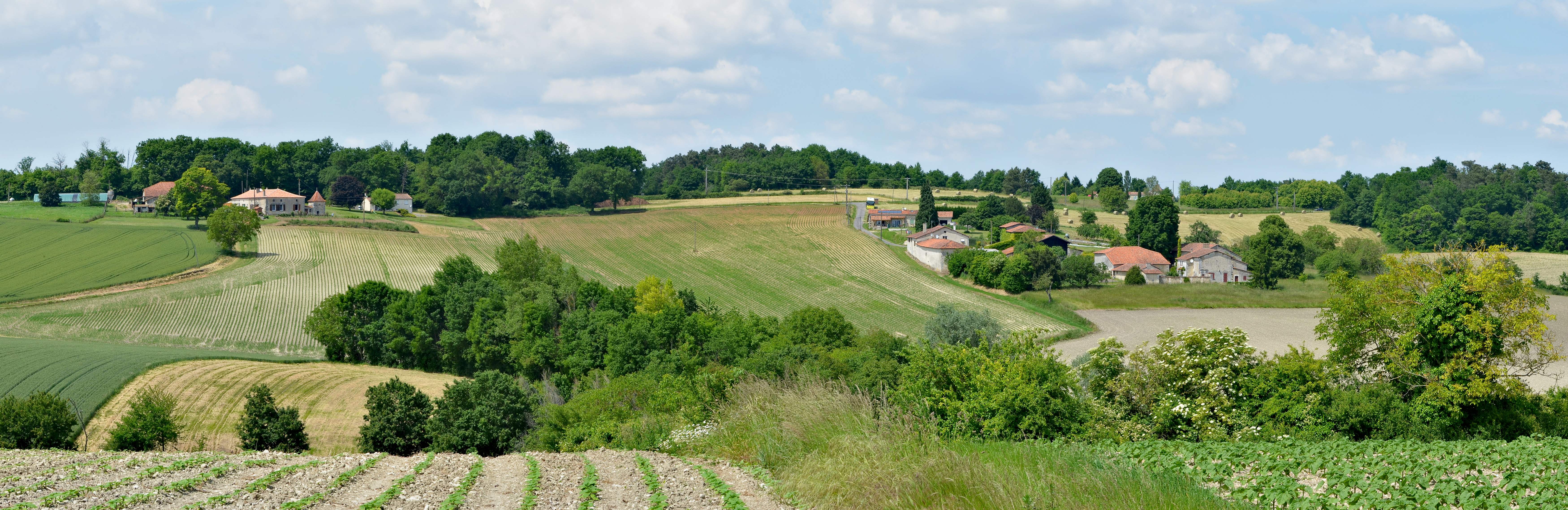
フランス、シャラント県、モンモロー・サン・シバール（フランス語版）のモンモレリアンの丘々。
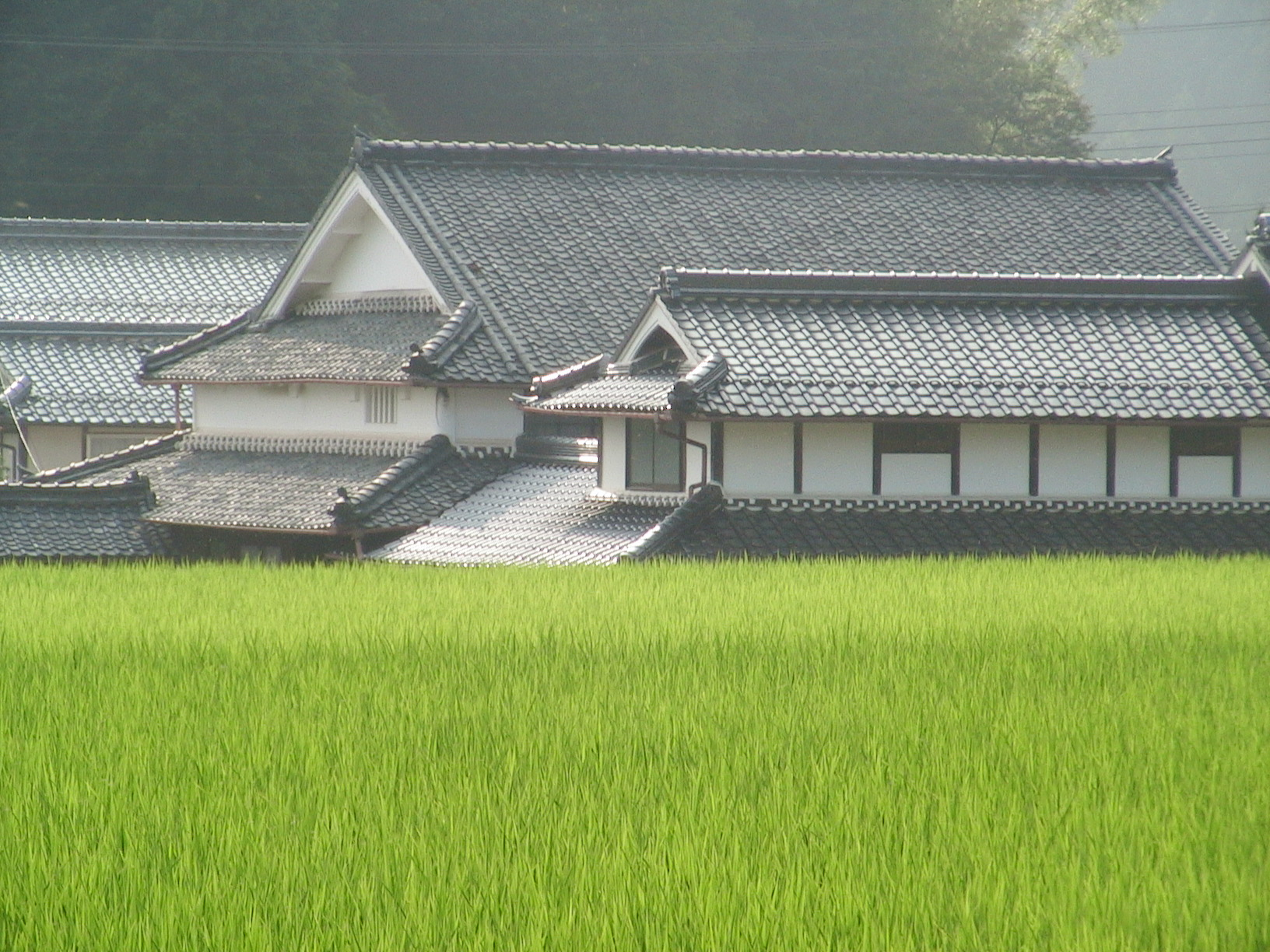
日本の田園と民家
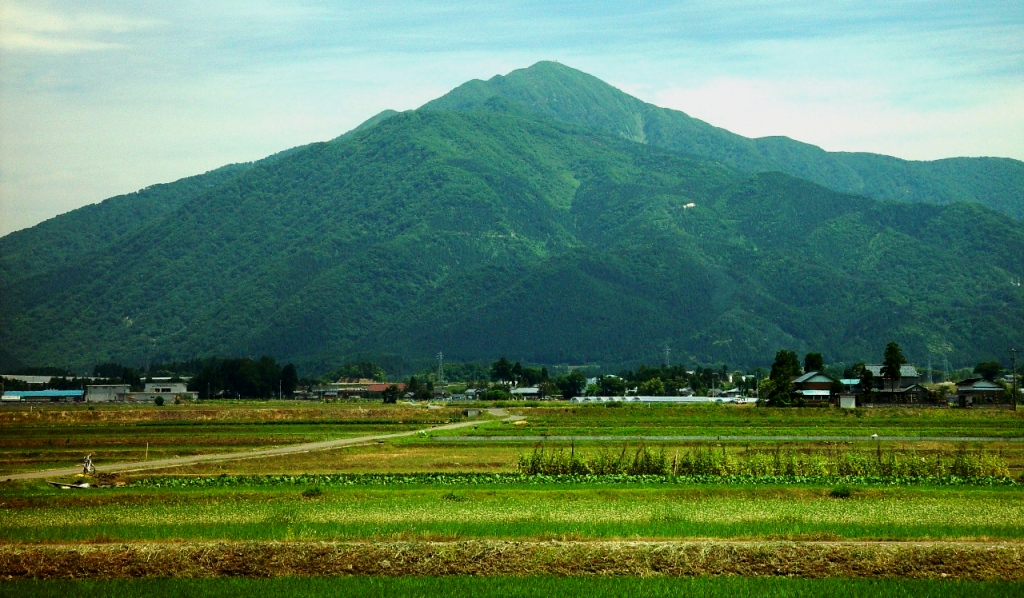
日本の田舎